# Odontopera ferruginea
Odontopera ferruginea är en fjärilsart som beskrevs av Edward Alfred Cockayne 1946. Odontopera ferruginea ingår i släktet Odontopera och familjen mätare. Inga underarter finns listade i Catalogue of Life.